# Transgender Archive
O Transgender Archive começou como uma coleção pessoal de Cristan Williams e foi doado à Transgender Foundation of America em 2008, onde a coleção continuou a crescer. O arquivo cresceu para abranger artefatos e coisas efêmeras com qualidade de museu, registrando centenas de anos de história transgênero em todo o mundo. O Transgender History Archive está localizado no TG Center em Houston e está aberto ao público. O arquivo é uma das muitas organizações agradecidas pela influente escritora LGBTQ+, Leslie Feinberg.